# All for You: A Dedication to the Nat King Cole Trio
All for You: A Dedication to the Nat King Cole Trio es el tercer álbum de la pianista y cantante de Jazz canadiense Diana Krall, editado en 1995.

## Listado de canciones
1. "I'm an Errand Girl for Rhythm" (Nat King Cole) – 2:55
2. "Gee Baby, Ain't I Good to You" (Andy Razaf, Don Redman) – 4:07
3. "You Call It Madness" (Russ Columbo, Con Conrad, Gladys Dubois, Paul Gregory) – 4:57
4. "Frim Fram Sauce" (Redd Evans, Joe Ricardel) – 5:01
5. "Boulevard of Broken Dreams" (Al Dubin, Harry Warren) – 6:27
6. "Baby Baby All the Time" (Bobby Troup) – 5:56
7. "Hit That Jive, Jack!" (John Alston, Skeets Tolbert) – 4:16
8. "You're Looking at Me" (Troup) – 5:55
9. "I'm Thru With Love" (Gus Kahn, Fud Livingston, Matty Malneck) – 4:26
10. "Deed I Do" (Walter Hirsch, Fred Rose) – 5:52
11. "A Blossom Fell" (Howard Barnes, Harold Cornelius, Dominic John) – 5:15
12. "If I Had You" (Jimmy Campbell, Reginald Connelly, Ted Shapiro) – 4:55
13. "When I Grow Too Old to Dream" (Sigmund Romberg, Oscar Hammerstein II) (Bonus Track)

## Músicos
- Diana Krall - Piano y voz
- Benny Green - Piano en "If I Had You"
- Paul Keller - Bajo
- Steve Kroon - Percusión en "Boulevard of Broken Dreams"
- Russell Malone - Guitarra

- Datos: Q1757365